# Lijst van Belgische ministers van Buitenlandse Handel
Dit is een lijst van Belgische ministers van Buitenlandse Handel.

## Lijst
| Minister                                    | Minister                                            | Partij | Partij            | Begin            | Einde            | Regering(en)                                     | Bevoegdheid |
| ------------------------------------------- | --------------------------------------------------- | ------ | ----------------- | ---------------- | ---------------- | ------------------------------------------------ | --- |
|                                             | Paul Hymans (1865-1941)                             |        | Liberale Partij   | 20 november 1934 | 25 maart 1935    | Theunis IV                                       | Minister van Buitenlandse Handel                                                                                         |
|                                             | Paul van Zeeland (1893-1973)                        |        | Katholieke Unie   | 25 maart 1935    | 13 juni 1936     | Van Zeeland I                                    | Minister van Buitenlandse Handel                                                                                         |
|                                             | Paul-Henri Spaak (1899-1972)                        |        | BWP               | 13 juni 1936     | 21 januari 1939  | Van Zeeland II, Janson en Spaak I                | Minister van Buitenlandse Handel                                                                                         |
|                                             | Paul-Emile Janson (1872-1944)                       |        | Liberale Partij   | 21 januari 1939  | 22 februari 1939 | Spaak I                                          | Minister van Buitenlandse Handel                                                                                         |
|                                             | Eugène Soudan (1880-1960)                           |        | BWP               | 22 februari 1939 | 18 april 1939    | Pierlot I                                        | Minister van Buitenlandse Handel                                                                                         |
|                                             | Hubert Pierlot (1883-1963)                          |        | Katholiek Blok    | 18 april 1939    | 3 september 1939 | Pierlot II                                       | Minister van Buitenlandse Handel                                                                                         |
|                                             | Paul-Henri Spaak (1899-1972)                        |        | BWP               | 3 september 1939 | 13 maart 1946    | Pierlot III, IV, V, VI en VII, Van Acker I en II | Minister van Buitenlandse Handel                                                                                         |
|                                             | Albert De Smaele (1901-1995)                        |        | extraparlementair | 13 maart 1946    | 31 maart 1946    | Spaak II                                         | Minister van Buitenlandse Handel                                                                                         |
|                                             | Paul-Henri Spaak (1899-1972)                        |        | PSB               | 31 maart 1946    | 20 maart 1947    | Van Acker III en Huysmans                        | Minister van Buitenlandse Handel                                                                                         |
|                                             | François-Xavier van der Straten-Waillet (1910-1998) |        | CVP               | 20 maart 1947    | 27 november 1948 | Spaak III                                        | Minister van Buitenlandse Handel                                                                                         |
|                                             | Georges Moens de Fernig (1899-1978)                 |        | extraparlementair | 27 november 1948 | 3 augustus 1949  | Spaak IV                                         | Minister van Buitenlandse Handel                                                                                         |
|                                             | Paul-Henri Spaak (1899-1972)                        |        | PSB               | 3 augustus 1949  | 11 augustus 1949 | Spaak IV                                         | Minister van Buitenlandse Handel (ad interim)                                                                            |
|                                             | Paul van Zeeland (1893-1973)                        |        | PSC               | 11 augustus 1949 | 16 augustus 1950 | G. Eyskens I en Duvieusart                       | Minister van Buitenlandse Handel                                                                                         |
|                                             | Joseph Meurice (1896-1972)                          |        | PSC               | 16 augustus 1950 | 23 april 1954    | Pholien en Van Houtte                            | Minister van Buitenlandse Handel                                                                                         |
|                                             | Victor Larock (1904-1977)                           |        | PSB               | 23 april 1954    | 13 mei 1957      | Van Acker IV                                     | Minister van Buitenlandse Handel                                                                                         |
|                                             | Hendrik Fayat (1908-1997)                           |        | BSP               | 13 mei 1957      | 26 juni 1958     | Van Acker IV                                     | Minister van Buitenlandse Handel                                                                                         |
|                                             | André Dequae (1915-2006)                            |        | CVP               | 26 juni 1958     | 6 november 1958  | G. Eyskens II                                    | Minister van Buitenlandse Handel                                                                                         |
|                                             | Jacques Van Offelen (1916-2006)                     |        | Liberale Partij   | 6 november 1958  | 25 april 1961    | G. Eyskens III                                   | Minister van Buitenlandse Handel                                                                                         |
|                                             | Maurice Brasseur (1909-1996)                        |        | PSC               | 25 april 1961    | 15 april 1965    | Lefèvre                                          | Minister van Buitenlandse Handel                                                                                         |
|                                             | Paul-Henri Spaak (1899-1972)                        |        | PSB               | 15 april 1965    | 28 juli 1965     | Lefèvre                                          | Minister van Buitenlandse Handel (ad interim)                                                                            |
|                                             | Ernest Adam (1899-1985)                             |        | PSC               | 28 juli 1965     | 19 maart 1966    | Harmel                                           | Minister van Buitenlandse Handel                                                                                         |
|                                             | August De Winter (1925-2005)                        |        | PVV               | 19 maart 1966    | 17 juni 1968     | Vanden Boeynants I                               | Minister van Buitenlandse Handelsbetrekkingen                                                                            |
|                                             | Hendrik Fayat (1908-1997)                           |        | BSP               | 17 juni 1968     | 26 januari 1973  | G. Eyskens IV en V                               | Minister van Buitenlandse Handel (tot 20 januari 1972) Staatssecretaris voor Buitenlandse Handel (vanaf 20 januari 1972) |
|                                             | André Kempinaire (1929-2012)                        |        | PVV               | 26 januari 1973  | 23 oktober 1973  | Leburton                                         | Staatssecretaris voor Buitenlandse Handel                                                                                |
|                                             | Jos Daems (1926-1983)                               |        | PVV               | 23 oktober 1973  | 25 april 1974    | Leburton                                         | Staatssecretaris voor Buitenlandse Handel                                                                                |
|                                             | Michel Toussaint (1922-2007)                        |        | PLP               | 25 april 1974    | 8 december 1976  | Tindemans I en II                                | Minister van Buitenlandse Handel                                                                                         |
|                                             | Etienne Knoops (1934)                               |        | PRLW              | 8 december 1976  | 3 juni 1977      | Tindemans II en III                              | Minister van Buitenlandse Handel                                                                                         |
|                                             | Hektor De Bruyne (1917-1995)                        |        | Volksunie         | 3 juni 1977      | 3 april 1979     | Tindemans IV en Vanden Boeynants II              | Minister van Buitenlandse Handel                                                                                         |
|                                             | Lucien Outers (1924-1993)                           |        | FDF               | 3 april 1979     | 16 januari 1980  | Martens I                                        | Minister van Buitenlandse Handel                                                                                         |
|                                             | Robert Urbain (1930-2018)                           |        | PS                | 23 januari 1980  | 17 december 1981 | Martens II, III en IV en M. Eyskens              | Minister van Buitenlandse Handel                                                                                         |
|                                             | Willy De Clercq (1927-2011)                         |        | PVV               | 17 december 1981 | 6 januari 1985   | Martens V                                        | Minister van Buitenlandse Handel                                                                                         |
|                                             | André Kempinaire (1929-2012)                        |        | PVV               | 17 december 1981 | 28 november 1985 | Martens V                                        | Staatssecretaris voor Buitenlandse Handel                                                                                |
|                                             | Jean Gol (1942-1995)                                |        | PRL               | 6 januari 1985   | 28 november 1985 | Martens V                                        | Minister van Buitenlandse Handel                                                                                         |
|                                             | Herman De Croo (1937)                               |        | PVV               | 28 november 1985 | 9 mei 1988       | Martens VI en VII                                | Minister van Buitenlandse Handel                                                                                         |
|                                             | Etienne Knoops (1934)                               |        | PRL               | 28 november 1985 | 9 mei 1988       | Martens VI en VII                                | Staatssecretaris voor Buitenlandse Handel                                                                                |
|                                             | Robert Urbain (1930-2018)                           |        | PS                | 9 mei 1988       | 23 juni 1995     | Martens VIII en IX en Dehaene I                  | Minister van Buitenlandse Handel                                                                                         |
|                                             | Philippe Maystadt (1948-2017)                       |        | PSC               | 23 juni 1995     | 19 juni 1998     | Dehaene II                                       | Minister van Buitenlandse Handel                                                                                         |
|                                             | Elio Di Rupo (1951)                                 |        | PS                | 19 juni 1998     | 12 juli 1999     | Dehaene II                                       | Minister van Buitenlandse Handel                                                                                         |
|                                             | Pierre Chevalier (1952)                             |        | VLD               | 12 juli 1999     | 11 oktober 2000  | Verhofstadt I                                    | Staatssecretaris voor Buitenlandse Handel                                                                                |
|                                             | Annemie Neyts (1944)                                |        | VLD               | 11 oktober 2000  | 12 juli 2003     | Verhofstadt I                                    | Staatssecretaris voor Buitenlandse Handel (tot 10 juli 2001) Minister van Buitenlandse Handel (vanaf 10 juli 2001)       |
|                                             | Fientje Moerman (1958)                              |        | VLD               | 12 juli 2003     | 18 juli 2004     | Verhofstadt II                                   | Minister van Buitenlandse Handel                                                                                         |
|                                             | Marc Verwilghen (1952)                              |        | VLD               | 18 juli 2004     | 21 december 2007 | Verhofstadt II                                   | Minister van Buitenlandse Handel                                                                                         |
| vacant (21 december 2007 - 6 december 2011) |                                                     |        |                   |                  |                  |                                                  | |
|                                             | Didier Reynders (1958)                              |        | MR                | 6 december 2011  | 11 oktober 2014  | Di Rupo                                          | Minister van Buitenlandse Handel                                                                                         |
|                                             | Kris Peeters (1962)                                 |        | CD&V              | 11 oktober 2014  | 1 juli 2019      | Michel I en II                                   | Minister belast met Buitenlandse Handel                                                                                  |
|                                             | Pieter De Crem (1962)                               |        | CD&V              | 11 oktober 2014  | 9 december 2018  | Michel I                                         | Staatssecretaris voor Buitenlandse Handel                                                                                |
|                                             | Wouter Beke (1974)                                  |        | CD&V              | 1 juli 2019      | 2 oktober 2019   | Michel II                                        | Minister belast met Buitenlandse Handel                                                                                  |
|                                             | Pieter De Crem (1962)                               |        | CD&V              | 2 oktober 2019   | 1 oktober 2020   | Michel II, Wilmès I en Wilmès II                 | Minister belast met Buitenlandse Handel                                                                                  |
|                                             | Sophie Wilmès (1975)                                |        | MR                | 1 oktober 2020   | 15 juli 2022     | De Croo                                          | Minister van Buitenlandse Handel                                                                                         |
|                                             | David Clarinval (1976)                              |        | MR                | 22 april 2022    | 15 juli 2022     | De Croo                                          | Waarnemend minister van Buitenlandse Handel                                                                              |
|                                             | Hadja Lahbib (1970)                                 |        | MR                | 15 juli 2022     | 1 december 2024  | De Croo                                          | Minister van Buitenlandse Handel                                                                                         |
|                                             | Bernard Quintin (1971)                              |        | MR                | 2 december 2024  | 3 februari 2025  | De Croo                                          | Minister van Buitenlandse Handel                                                                                         |
|                                             | Theo Francken (1978)                                |        | N-VA              | 3 februari 2025  | heden            | De Wever                                         | Minister van Buitenlandse Handel                                                                                         |